# Eilema iberica
Eilema iberica là một loài bướm đêm thuộc phân họ Arctiinae, họ Erebidae.